# Universitario de Ferrol
El Club Universitario de Ferrol, también conocido como Baxi Ferrol por motivos publicitarios, es un equipo de baloncesto femenino con sede en Ferrol, (provincia de La Coruña, Galicia, España) que milita en la Liga Femenina. 
En la temporada 2017-18 se clasifica para disputar la fase final de la Copa de la Reina de Baloncesto 2018 y para los playoffs de la Liga (tras finalizar cuarto en la temporada regular). En las eliminatorias por el título supera a Lointek Gernika Bizkaia y cae en semifinales ante Club Baloncesto Avenida, posterior campeón. Es casi una repetición de la temporada anterior, en la que había conseguido los mejores resultados de su historia, clasificándose para disputar la fase final de la Copa de la Reina de Baloncesto 2017 y finalizando como tercer clasificado de Liga, tras derrotar en las eliminatorias por el título a IDK Gipuzkoa y caer en semifinales ante Club Baloncesto Avenida, posterior campeón.
El club cuenta con un segundo equipo en categoría Autonómica y con equipos en todas las categorías de base, desde junior a escuela. En 2017 el equipo infantil participa en la primera edición de la MiniCopa organizada en el marco de la Copa de la Reina de Girona, participación que se repite en 2018.

## Trayectoria
| Temporada | Nivel | División        | Pos. | G–P   | Postemporada          | Copa de la Reina | Copa Galicia | Competiciones europeas | Competiciones europeas |
| --------- | ----- | --------------- | ---- | ----- | --------------------- | ---------------- | ------------ | ---------------------- | ---------------------- |
| 1997–98   | 3     | 2ª División     | ?    | –     |                       |                  |              |                        |                        |
| 1998–99   | 3     | 2ª División     | 3º   | –     | Ascenso (Por vacante) |                  |              |                        |                        |
| 1999–00   | 2     | 1ª División     | 14º  | –     |                       |                  |              |                        |                        |
| 2000–01   | 2     | 1ª División     | 13º  | –     |                       |                  |              |                        |                        |
| 2001–02   | 2     | Liga Femenina 2 | 8º   | 9–13  |                       |                  |              |                        |                        |
| 2002–03   | 2     | Liga Femenina 2 | 9º   | 12–14 |                       |                  |              |                        |                        |
| 2003–04   | 2     | Liga Femenina 2 | 5º   | 17–9  |                       |                  |              |                        |                        |
| 2004–05   | 2     | Liga Femenina 2 | 2º   | 24–2  | Ascenso               |                  |              |                        |                        |
| 2005–06   | 1     | Liga Femenina   | 14º  | 5–21  | Descenso              |                  |              |                        |                        |
| 2006–07   | 2     | Liga Femenina 2 | 2º   | 19–7  | Cuartos de final      |                  |              |                        |                        |
| 2007–08   | 2     | Liga Femenina 2 | 10º  | 10–16 |                       |                  |              |                        |                        |
| 2008–09   | 2     | Liga Femenina 2 | 4º   | 22–8  | Cuartos de final      |                  |              |                        |                        |
| 2009–10   | 2     | Liga Femenina 2 | 6º   | 16–12 |                       |                  |              |                        |                        |
| 2010–11   | 2     | Liga Femenina 2 | 6º   | 16–10 |                       |                  |              |                        |                        |
| 2011–12   | 2     | Liga Femenina 2 | 5º   | 17–9  |                       |                  |              |                        |                        |
| 2012–13   | 2     | Liga Femenina 2 | 3º   | 14–6  | Cuartos de final      |                  |              |                        |                        |
| 2013–14   | 2     | Liga Femenina 2 | 1º   | 20–2  | Ascenso (Por vacante) |                  |              |                        |                        |
| 2014–15   | 1     | Liga Femenina   | 11º  | 9–17  |                       |                  |              |                        |                        |
| 2015–16   | 1     | Liga Femenina   | 9º   | 10–13 |                       |                  | Campeonas    |                        |                        |
| 2016–17   | 1     | Liga Femenina   | 4º   | 15–11 | Semifinales           | Cuartos de final | Campeonas    |                        |                        |
| 2017–18   | 1     | Liga Femenina   | 4º   | 19–7  | Semifinales           | Cuartos de final | Campeonas    |                        |                        |
| 2018–19   | 1     | Liga Femenina   | 14º  | 3–23  | Descenso              |                  |              |                        |                        |
| 2019–20   | 2     | Liga Femenina 2 | 2º   | 16–5  | —                     |                  |              |                        |                        |
| 2020–21   | 2     | Liga Femenina 2 | 1º   | 26–0  | Ascenso               |                  |              |                        |                        |
| 2021–22   | 1     | Liga Femenina   | 16º  | 6–24  | Descenso              |                  | Campeonas    |                        |                        |
| 2022–23   | 2     | LF Challenge    | 1º   | 27–3  | Ascenso               |                  | Campeonas    |                        |                        |
| 2023–24   | 1     | Liga Femenina   | 8º   | 15–15 | Cuartos de final      | Cuartos de final |              |                        |                        |
| 2024–25   | 1     | Liga Femenina   | 8º   | 15–15 | Cuartos de final      |                  | Subcampeonas | (2) Eurocup            | RU                     |